# Miss Monde 1962
Miss Monde 1962 est la 12e élection de Miss Monde qui s'est déroulée au Lyceum Theatre de Londres, au Royaume-Uni, le 8 novembre 1962. La lauréate du concours est Catharina Lodders, Miss Holland 1962. Elle a été couronnée par la britannique Rosemarie Frankland, Miss Monde 1961. Elle est la deuxième hollandaise à remporter le titre de Miss Monde après Corine Rottschäfer, élue en 1959.

## Résultats
| Résultat Final  | Candidates |
| --------------- | --- |
| Miss Monde 1962 | - Pays-Bas - Catharina Lodders |
| 1re Dauphine    | - Finlande - Kaarina Marita Leskinen |
| 2e Dauphine     | - France - Monique Lemaire |
| 3e Dauphine     | - Afrique du Sud - Yvonne Maryann Ficker |
| 4e Dauphine     | - Japon - Teruko Ikeda |
| Top 8           | - Belgique - Christine Delit - Danemark - Rikke Stisager - États-Unis - Amadee Chabot |
| Top 15          | - Argentine - María Amalia Ramírez - Inde - Ferial Karim - Israël - Ilana Porat - Jamaïque - Chriss Leon - Royaume-Uni - Jackie White - Uruguay - María Noel Genouese - Venezuela - Betzabeth Franco Blanco |

## Candidates

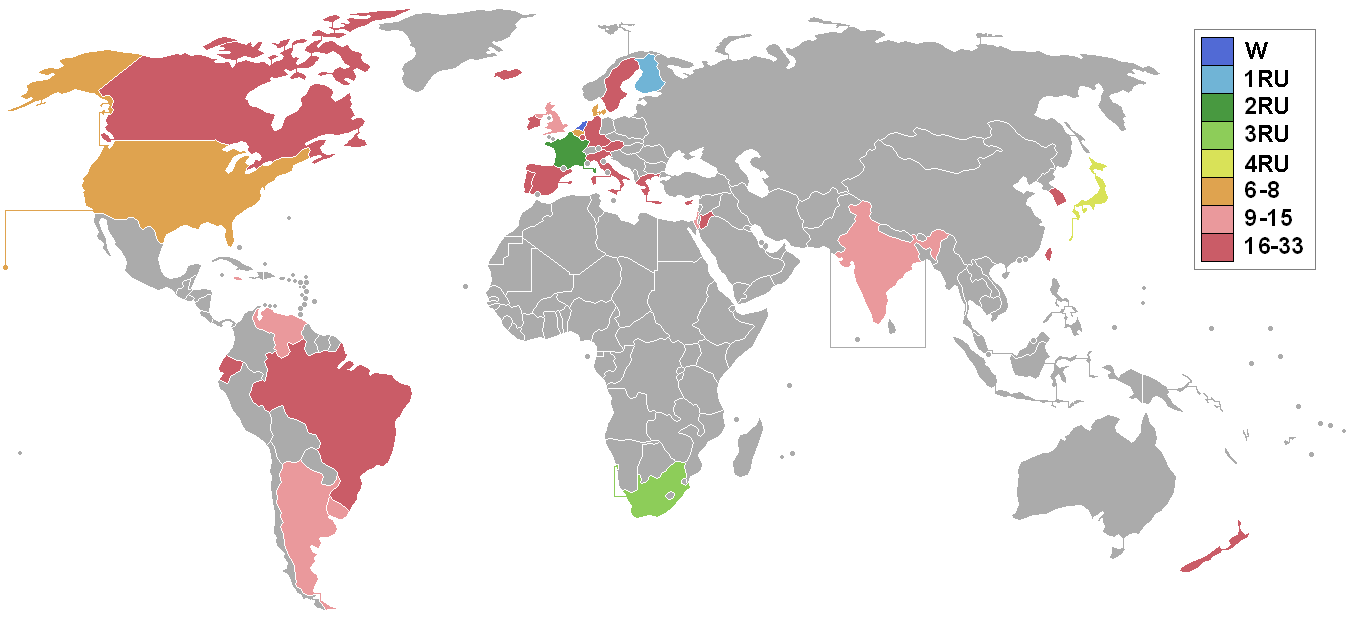
Pays des participantes et résultats

- Afrique du Sud - Yvonne Maryann Ficker
- Allemagne - Anita Steffen
- Argentine - María Amalia Ramirez
- Autriche - Inge Jaklin
- Belgique - Christine Delit
- Brésil - Vera Lúzia Saba
- Canada - Marlene Leeson
- Chypre - Magda Michailides
- Corée du Sud - Chung Tae-ja
- Danemark - Rikki Stisager
- Équateur - Elaine Ortega Hougen
- Espagne - Conchita Roig Urpi
- États-Unis - Amadee Chabot
- Finlande - Kaarina Marita Leskinen
- France - Monique Lemaire
- Grèce - Glasmine Moraitou
- Pays-Bas - Catharina Johanna Lodders
- Inde - Ferial Karim
- Irlande - Muriel O'Hanlon
- Islande - Rannveig Ólafsdóttir
- Israël - Ilana Porat
- Italie - Raffaella da Carolis
- Jamaïque - Chriss Leon
- Japon - Teruko Ikeda
- Jordanie - Leila Emile Khadder
- Luxembourg - Brita Gerson
- Nouvelle-Zélande - Maureen Te Rangi Rere I Waho Kingi
- Portugal - Palmira Ferreira
- Royaume-Uni - Jackie White
- Suède - Margareta Palin
- Taïwan - Roxsana L.S. Chiang
- Uruguay - María Noel Genovese
- Venezuela - Betzabeth Franco Blanco

## À propos des pays participants

### Retours
Dernière participation en 1959
- Jamaïque

Dernière participation en 1960
- Canada
- Canada

### Désistements
- Bolivie - Rosemarie Lederer Aguilera
- Ceylon
- Fédération de Rhodésie et du Nyassaland
- Liban
- Madagascar
- Nicaragua
- Paraguay - María Isabel Maas Uhl
- République dominicaine - Carolina Nouel
- Suriname
- Turquie